# Vị Xuyên (phường)
Vị Xuyên là một phường thuộc thành phố Nam Định, tỉnh Nam Định, Việt Nam.

## Địa lý
Phường Vị Xuyên có vị trí địa lý:
- Phía đông giáp phường Nam Phong
- Phía tây giáp phường Quang Trung
- Phía nam giáp phường Trần Hưng Đạo
- Phía bắc giáp phường Lộc Hạ.

Phường Vị Xuyên có diện tích 1,89 km², dân số năm 2022 là 31.254 người, mật độ dân số đạt 16.536 người/km².

## Lịch sử
Năm 1954, thành lập khu phố Trần Tế Xương và khu phố Vị Xuyên.
Ngày 21 tháng 4 năm 1965, Ủy ban Thường vụ Quốc hội ban hành Quyết định số 103-NQ-TVQH về việc thành lập tỉnh Nam Hà trên cơ sở tỉnh Hà Nam và tỉnh Nam Định. Khi đó, phường Trần Tế Xương và phường Vị Xuyên thuộc thành phố Nam Định, tỉnh Nam Hà.
Ngày 27 tháng 12 năm 1975, Quốc hội ban hành Nghị quyết về việc thành lập tỉnh Hà Nam Ninh trên cơ sở tỉnh Nam Hà và tỉnh Ninh Bình. Khi đó, phường Trần Tế Xương và phường Vị Xuyên thuộc thành phố Nam Định, tỉnh Hà Nam Ninh.
Ngày 23 tháng 4 năm 1985, Hội đồng Bộ trưởng Quyết định số 142-HĐBT về việc:
- Sáp nhập 26 tổ dân phố với 4.436 nhân khẩu của phường Phan Đình Phùng vào phường Vị Xuyên.
- Thành lập phường Vị Hoàng trên cơ sở 45 tổ dân phố với 10.823 nhân khẩu của phường Vị Xuyên.
- Thành lập phường Hạ Long trên cơ sở 71 tổ dân phố với 10.408 nhân khẩu của phường Trần Tế Xương.

Phường Vị Xuyên còn lại 49 tổ dân phố với 9.750 nhân khẩu.
Phường Trần Tế Xương còn lại 63 tổ dân phố với 11.304 nhân khẩu.
Ngày 26 tháng 12 năm 1991, Quốc hội ban hành Nghị quyết về việc chia tỉnh Hà Nam Ninh thành tỉnh Nam Hà và tỉnh Ninh Bình. Khi đó, 3 phường: Trần Tế Xương, Vị Hoàng, Vị Xuyên thuộc thành phố Nam Định, tỉnh Hà Nam Hà.
Ngày 6 tháng 11 năm 1996, Quốc hội ban hành Nghị quyết về việc chia tỉnh Nam Hà thành tỉnh Nam Định và tỉnh Hà Nam. Khi đó, 3 phường: Trần Tế Xương, Vị Hoàng, Vị Xuyên thuộc thành phố Nam Định, tỉnh Hà Nam Ninh.
Ngày 9 tháng 1 năm 2004, Chính phủ ban hành Nghị định số 17/2004/NĐ-CP về việc thành lập phường Thống Nhất trên cơ sở điều chỉnh 18 ha diện tích tự nhiên và 4.193 nhân khẩu của phường Vị Hoàng.
Sau khi điều chỉnh địa giới hành chính, phường Vị Hoàng còn lại 54,70 ha diện tích tự nhiên và 8.851 nhân khẩu.
Ngày 2 tháng 12 năm 2021, HĐND tỉnh Nam Định ban hành Nghị quyết số 63/2021/NQ-HĐND về việc:
1. Phường Trần Tế Xương
- Thành lập tổ dân phố số 1 trên cơ sở 3 tổ dân phố: 1, 2, 3.
- Thành lập tổ dân phố số 2 trên cơ sở 3 tổ dân phố: 4, 5, 6.
- Thành lập tổ dân phố số 3 trên cơ sở 3 tổ dân phố: 7, 8, 9.
- Thành lập tổ dân phố số 4 trên cơ sở 3 tổ dân phố: 10, 11, 12.
- Thành lập tổ dân phố số 5 trên cơ sở 4 tổ dân phố: 13, 14, 15, 16.
- Thành lập tổ dân phố số 6 trên cơ sở tổ dân phố 17 và tổ dân phố 18.
- Thành lập tổ dân phố số 7 trên cơ sở 3 tổ dân phố: 19, 20, 24.
- Thành lập tổ dân phố số 8 trên cơ sở 3 tổ dân phố: 21, 22, 23.
- Thành lập tổ dân phố số 9 trên cơ sở 4 tổ dân phố: 25, 26, 27, 28.
- Đổi tên tổ dân phố 29 thành tổ dân phố số 10.

2. Phường Vị Hoàng
- Thành lập tổ dân phố số 1 trên cơ sở 4 tổ dân phố: 1, 2, 3, 5.
- Thành lập tổ dân phố số 2 trên cơ sở 3 tổ dân phố: 4, 6, 7.
- Thành lập tổ dân phố số 3 trên cơ sở 4 tổ dân phố: 8, 9, 10, 11.
- Thành lập tổ dân phố số 4 trên cơ sở 7 tổ dân phố: 12, 13, 14, 15, 16, 17, 20.
- Thành lập tổ dân phố số 5 trên cơ sở 7 tổ dân phố: 18, 19, 21, 22, 23, 24, 25.

3. Phường Vị Xuyên
- Thành lập tổ dân phố số 1 trên cơ sở 3 tổ dân phố: 2, 3, 4.
- Thành lập tổ dân phố số 2 trên cơ sở 3 tổ dân phố: 1, 5, 6.
- Thành lập tổ dân phố số 3 trên cơ sở 3 tổ dân phố: 7, 8, 9.
- Thành lập tổ dân phố số 4 trên cơ sở 3 tổ dân phố: 10, 11, 12.
- Thành lập tổ dân phố số 5 trên cơ sở 3 tổ dân phố: 13, 14, 15.
- Thành lập tổ dân phố số 6 trên cơ sở 4 tổ dân phố: 16, 17, 18, 19.

Tính đến ngày 31/12/2022, phường Trần Tế Xương có 0,73 km² diện tích tự nhiên và quy mô dân số là 13.064 người; phường Vị Hoàng có 0,64 km² diện tích tự nhiên và quy mô dân số là 7.638 người; phường Vị Xuyên có 0,52 km² diện tích tự nhiên và quy mô dân số là 10.552 người.
Ngày 23 tháng 7 năm 2024, Ủy ban Thường vụ Quốc hội ban hành Nghị quyết số 1104/NQ-UBTVQH15 về việc sắp xếp đơn vị hành chính cấp huyện, cấp xã trên địa bàn tỉnh Nam Định (nghị quyết có hiệu lực từ ngày 1 tháng 9 năm 2024). Theo đó, sáp nhập toàn bộ 0,73 km² diện tích tự nhiên, quy mô dân số là 13.064 người của phường Trần Tế Xương và toàn bộ 0,64 km² diện tích tự nhiên và quy mô dân số là 7.638 người của phường Vị Hoàng vào phường Vị Xuyên.
Phường Vị Xuyên có 1,89 km² diện tích tự nhiên và quy mô dân số 31.254 người.